# Richard Tesařík (zpěvák)
Richard Tesařík (* 25. prosince 1945 Ostrava) je český zpěvák ve skupině Yo Yo Band a také herec (například ve filmu Musíme si pomáhat). Jeho otcem byl československý generálmajor Richard Tesařík a bratrem byl zpěvák Vladimír Tesařík, syn Štěpán Tesařík je český atlet.